# Vicq-sur-Gartempe

Vicq-sur-Gartempe este o comună în departamentul Vienne, Franța. În 2009 avea o populație de 711 de locuitori.